# جوزفين روبرتو
جوزفين روبرتو هي مغنية فلبينية، ولدت في 25 ديسمبر 1977 في باساي في الفلبين.

## وصلات خارجية
- جوزفين روبرتو على موقع ميوزك برينز (الإنجليزية)

- الموقع الرسمي